# Ellisellidae

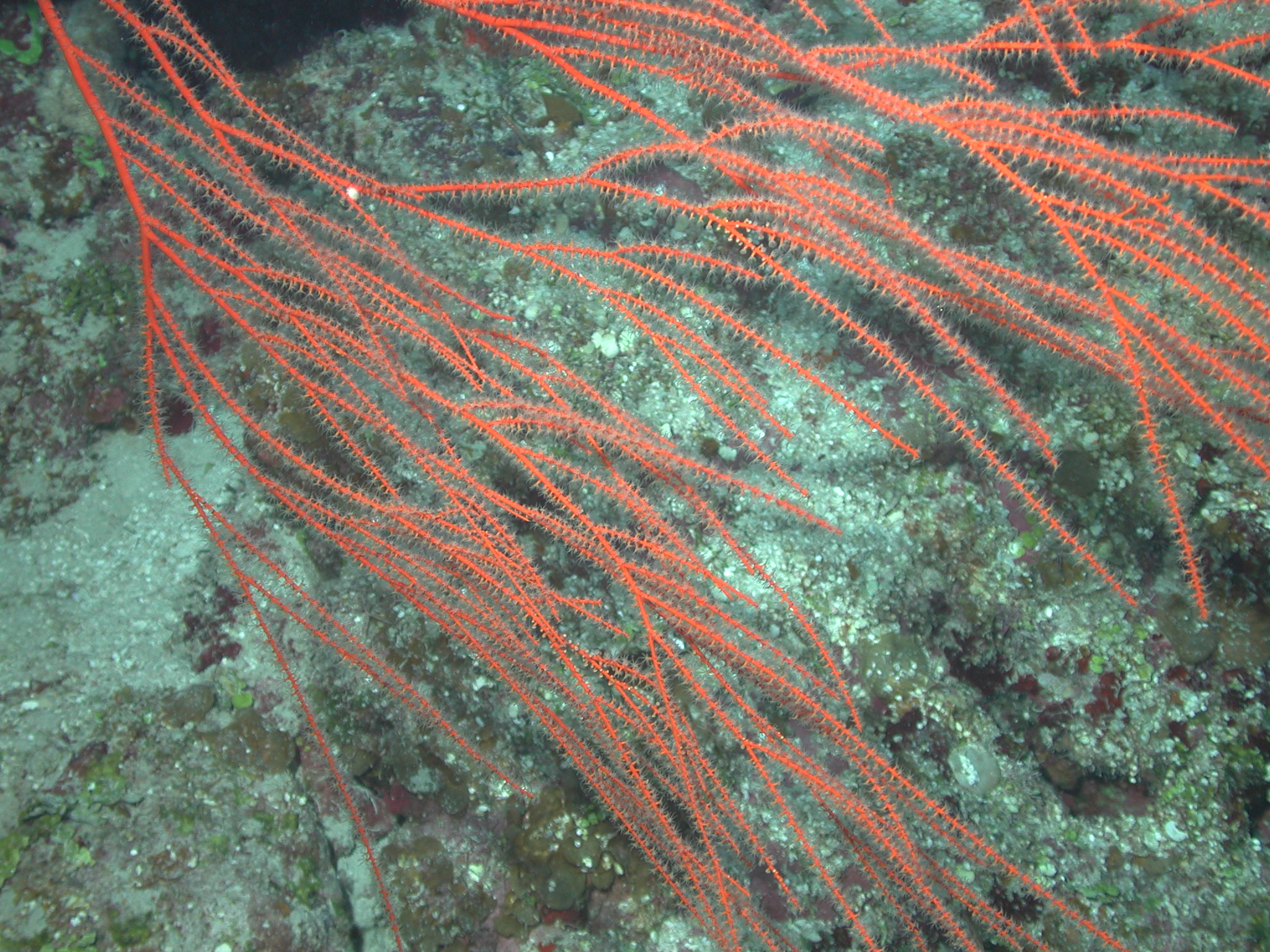
Ellisella schmitti

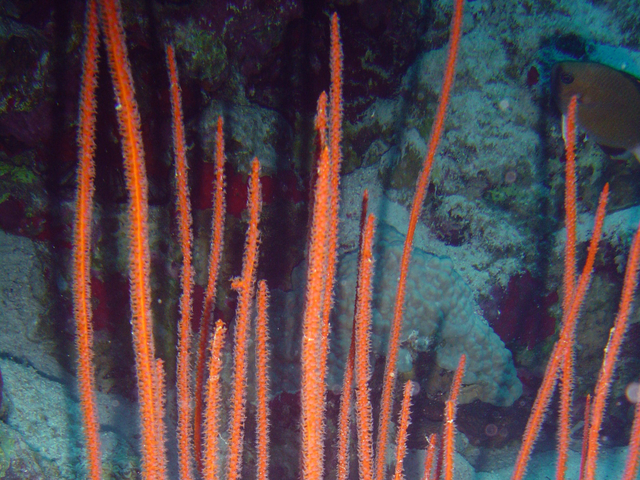
Junceella juncea

Ellisellidae es una familia de gorgonias marinas que pertenecen al suborden Calcaxonia, del orden Alcyonacea, dentro de la subclase Octocorallia. 
Enmarcados comúnmente entre los corales blandos, ya que carecen de esqueleto cálcico como los corales del orden Scleractinia, por lo que no son corales hermatípicos. Forman colonias de pólipos, unidos por una masa carnosa de cenénquima, o tejido común generado por ellos, que recubre una estructura ramificada para soportar la colonia; sustituyendo el carbonato de calcio de los esqueletos de los corales duros, por una sustancia córnea proteínica llamada gorgonina. 
La familia  comprende 11 géneros y, aproximadamente, 100 especies de gorgonias, con un eje fuertemente calcificado  y escleritas adornadas con tubérculos semiesféricos.
Diversos análisis morfológicos y filogenéticos moleculares sostienen que la familia es monofilética.

## Géneros
El Registro Mundial de Especies Marinas reconoce los siguientes géneros en Ellisellidae:
- Ctenocella. Valenciennes, 1855
- Dichotella. Gray, 1870
- Ellisella. Gray, 1858
- Heliania. Gray, 1860
- Junceella. Valenciennes, 1855
- Nicella. Gray, 1870
- Phenilia. Gray, 1860
- Riisea. Duchassaing & Michelotti, 1860
- Tenocella
- Verrucella. Milne Edwards & Haime, 1857
- Viminella. Gray, 1870